# Allmen (Filmreihe)
Allmen ist eine deutsche Filmreihe, die im Ersten ausgestrahlt wird. Sie basiert auf der gleichnamigen Buchreihe des Schweizer Autors Martin Suter.

## Handlung
Der in Zürich lebende  Privatier Johann Friedrich von Allmen, von seinem guatemaltekischen Diener Carlos „Don John“ genannt, genießt das Leben in vollen Zügen. Kaum jemand ahnt, dass sich der vermeintliche Adelstitel „von Allmen“ von der bäuerlichen Herkunftsbezeichnung „vom Berg Allmen“ im Züricher Oberland ableitet. Dennoch kultiviert, geistreich und von guten Manieren ist er mit der wohlhabenden Geschäftsfrau Joelle „Jojo“ Hirt liiert, bleibt aber auch anderen schönen Frauen zugetan. Allerdings lebt er allzu oft über seinen finanziellen Möglichkeiten. Seine Kasse bessert von Allmen darum als Kunstdieb auf.
Jedoch gelingt nicht jeder Coup wie geplant, so dass sich von Allmen gelegentlich erpressbar macht. Als Gegenleistung für das Schweigen seiner mitunter zwielichtigen Mitwisser aus dem Jetset-Milieu muss er häufig verschwundene Kunstobjekte und Wertgegenstände aufspüren und (wieder-)beschaffen. Dabei riskieren von Allmen und Carlos nicht selten Leib und Leben. Dass sich Carlos’ südamerikanische Freundin Maria illegal in der Schweiz aufhält, beschert dem Männergespann zusätzliche brenzlige Situationen.

## Folgen
In der ersten Folge, Allmen und das Geheimnis der Libellen, stiehlt Allmen eine wertvolle Libellen-Vase von Gallé und begibt sich auf die Suche nach einem verschwundenen Diamanten. Aufgrund seiner finanziellen Probleme muss er seine herrschaftliche Villa aufgeben, er zieht mit seinem Diener in sein Gartenhaus. Diese Folge wurde zwischen dem 12. November 2015 und dem 5. Februar 2016 in der Schweiz, in Tschechien und Deutschland gedreht.
Die Dreharbeiten zur zweiten Folge, Allmen und das Geheimnis des rosa Diamanten, fanden vom 12. November 2015 bis zum 5. Februar 2016 in der Schweiz, in Tschechien und Deutschland (Grand Hotel Heiligendamm) statt.
Die dritte Folge, Allmen und das Geheimnis der Dahlien, wurde zwischen dem 25. September 2018 und dem 31. Oktober 2018 produziert. Drehorte waren Karlsbad (Grandhotel Pupp) und Zürich.
Die vierte Folge, Allmen und das Geheimnis der Erotik wurde vom 1. September bis zum 28. September 2020 in Tschechien produziert.

## Besetzung
| Name                        | Schauspieler       | Folge | Jahr  |
| --------------------------- | ------------------ | ----- | ----- |
| Johann Friedrich von Allmen | Heino Ferch        | 1–    | 2017– |
| Carlos                      | Samuel Finzi       | 1–    | 2017– |
| Joelle Hirt, genannt „Jojo“ | Andrea Osvárt      | 1–    | 2017– |
| Arnold, Taxifahrer          | Romas Smejkal      | 1–    | 2017– |
| Maria, Carlos’ Freundin     | Isabella Parkinson | 2–    | 2017– |

## Folgen
| Nr. | Originaltitel                               | Erstausstrahlung | Regie                         | Drehbuch       | Zuschauer | Produktion                                |
| --- | ------------------------------------------- | ---------------- | ----------------------------- | -------------- | --------- | ----------------------------------------- |
| 1   | Allmen und das Geheimnis der Libellen       | 29. Apr. 2017    | Thomas Berger                 | Martin Rauhaus | 4,61 Mio. | Benjamin Benedict, Kristina Henning-Egger |
| 2   | Allmen und das Geheimnis des rosa Diamanten | 6. Mai 2017      | Thomas Berger, Martin Rauhaus | Martin Rauhaus | 3,30 Mio. | Benjamin Benedict, Kristina Henning-Egger |
| 3   | Allmen und das Geheimnis der Dahlien        | 13. Juli 2019    | Thomas Berger                 | Martin Rauhaus | 4,15 Mio. | Benjamin Benedict, Sinah Swyter           |
| 4   | Allmen und das Geheimnis der Erotik         | 27. März 2021    | Thomas Berger                 | Martin Rauhaus | 4,86 Mio. | Benjamin Benedict, Sinah Swyter           |
| 5   | Allmen und das Geheimnis des Koi            | 24. Aug. 2024    | Sinje Köhler                  | Martin Rauhaus | 3,06 Mio. | Sinah Swyter                              |

### Gastdarsteller (Auswahl)
- Ben Becker
- Gustav Peter Wöhler
- Jürgen Schornagel
- Robin Sondermann
- Nora Waldstätten
- Erni Mangold
- Devrim Lingnau
- Holger Handtke
- Katharina Schüttler
- Christina Hecke
- Stefan Kurt
- Kristin Suckow
- Uwe Kockisch